# Galica (Vučitrn)
Ne doit pas être confondu avec Gallica.
Galicë en albanais et Galica en serbe latin (en serbe cyrillique : Галица) est une localité du Kosovo située dans la commune/municipalité de Vushtrri/Vučitrn et dans le district de Mitrovicë/Kosovska Mitrovica. Selon le recensement kosovar de 2011, elle compte 234 habitants, tous albanais.

## Démographie

### Évolution historique de la population dans la localité
| 1948 | 1953 | 1961 | 1971 | 1981 | 1991 | 2011 |
| ---- | ---- | ---- | ---- | ---- | ---- | ---- |
| 287  | 306  | 378  | 443  | 446  | 491  | 234  |

|  |